# Tösse skärgård
Tösse skärgård este o arie protejată (arie de protecție specială avifaunistică — SPA) din Suedia întinsă pe o suprafață de 2.212,8 ha, integral pe uscat.

## Localizare
Centrul sitului Tösse skärgård este situat la coordonatele 58°57′39″N 12°41′42″E / 58.9609°N 12.695°E.

## Înființare
Situl Tösse skärgård a fost declarat arie de protecție specială avifaunistică în august 2012 pentru a proteja 5 specii de animale.

## Biodiversitate
Situată în ecoregiunea boreală, aria protejată nu include niciun habitat protejat.
La baza desemnării sitului se află mai multe specii protejate de  păsări (5): Branta leucopsis, cufundar polar (Gavia arctica), vultur pescar (Pandion haliaetus), chiră de baltă (Sterna hirundo), Sterna paradisaea.